# République socialiste soviétique autonome des Maris
1936–1991
Entités précédentes :
- Oblast autonome des Maris (RSFSR)

Entités suivantes :
- République des Maris (fédération de Russie)

La république socialiste soviétique autonome des Maris (en russe : Марийская Автономная Советская Социалистическая Республика, Mariïskaïa Avtonomnaïa Sovietskaïa Sotsialistitcheskaïa Respoublika) est le successeur de l'oblast autonome des Maris. Après la dislocation de l'Union soviétique, la RSSA des Maris est devenue la république des Maris, sujet de la fédération de Russie.